# Indotipula gurneyana
Indotipula gurneyana is een tweevleugelige uit de familie langpootmuggen (Tipulidae). De soort komt voor in het Australaziatisch gebied.